# Turkey Open 1975 - Doppio
Il doppio del torneo di tennis Turkey Open 1975, facente parte della categoria Grand Prix, ha avuto come vincitori Colin Dibley e Thomaz Koch che hanno battuto in finale Colin Dowdeswell e John Feaver per 6-2, 6-2, 6-2.